# Глотовка (Рославльский район)
Гло́товка — деревня в Рославльском районе Смоленской области России. Входит в состав Астапковичского сельского поселения. Население — 10 жителей (2007 год). 
Расположена в южной части области в 16 километрах к юго-западу от Рославля, в 10 км южнее автодороги А101 Москва — Варшава («Старая Польская» или «Варшавка»), на берегу реки Колпита. В 4 км севернее деревни расположена железнодорожная станция Самолюбовка на линии Рославль — Кричев.

## История
В годы Великой Отечественной войны деревня была оккупирована гитлеровскими войсками в августе 1941 года, освобождена в сентябре 1943 года.